# Alba (relojes)
Alba es una marca propiedad de Seiko Watch Corporation, que produce una línea de relojes de pulsera. Apareció por primera vez en 1979 en Japón.

## Historia
Usando la propia familia de movimientos de Seiko, pero con un estilo moderno diseñado para atraer a clientes más jóvenes, los relojes Alba están dirigidos principalmente a los mercados asiáticos y de Oriente Medio, con el propósito de fidelizar a los clientes a medida que aumenta el poder adquisitivo de estos países. La palabra 'Alba' se traduce como 'amanecer' en italiano y español.
Alba ha adoptado a menudo los diseños de relojes de la empresa matriz Seiko, en particular los del diseñador de automóviles italiano Giorgetto Giugiaro.